# Love, Chunibyo & Other Delusions
Chūnibyō Demo Koi ga Shitai! (яп. 中二病でも恋がしたい! тю:нибё: дэмо кой га ситай!, букв. «Даже с синдромом восьмиклассника я любви хочу»), также «Чудачества любви не помеха» — серия лайт-новел, написанная Торако и иллюстрированная Нодзоми Осакой. Работа была удостоена похвального отзыва в рамках первой премии Kyoto Animation в 2010 году, в мае 2011 года была опубликована. С 4 октября по 20 декабря 2012 года проходила трансляция одноимённой аниме-адаптации. В период с 27 сентября по 1 ноября того же года на канале Kyoto Animation сайта YouTube раз в неделю выкладывались короткие промоэпизоды под названием Chuunibyou demo Koi ga Shitai! Lite. 10 мая 2013 года было объявлено о съёмках второго сезона аниме, также объявлено о выходе в прокат полнометражного фильма-компиляции. Трансляция второго сезона аниме проходила с 8 января по 27 марта 2014 года.

## Сюжет
Сюжет строится вокруг заболевания «синдром восьмиклассника» (яп. 中二病 тю:нибё:) (дословно «болезнь ученика второго класса средней школы»), выражающегося в том, что школьники резко меняют свой имидж, дабы выделиться из толпы. Кто-то из них начинает читать зарубежную классику на языке оригинала, а кто-то объявляет себя темным магом. Главный персонаж, Юта Тогаси, в период болезни называл себя «Повелителем Темного Пламени» (Dark Flame Master). Однако позже устыдился своего поведения и, дабы порвать со своим старым образом, решил поступить в старшую школу, находящуюся как можно дальше от его дома. Тем не менее, его действия в образе Повелителя Темного Пламени были замечены главной героиней, Риккой Таканаси, также изображающей мага. Теперь она стремится включить Юту в свои игры.

## Персонажи
Юта Тогаси (яп. 富樫 勇太 Тогаси Ю:та) — главный герой повествования. Во время учёбы в средней школе называл себя «Повелителем тёмного пламени», но при переходе в старшую школу решил измениться и найти новых друзей. Он выбрал школу, где не будет его бывших одноклассников, и твёрдо решил начать новую жизнь. Но там он познакомился с Риккой, которая знала о Повелителе тёмного пламени.
Имеет коричневые волосы и зеленые глаза. Вне школы носит джинсы с футболкой, курткой или толстовкой. В первом сезоне аниме его выбирают старостой класса от мальчиков.
Старательный и ответственный, добрый и хорошо со всеми ладит. Злость у него вызывают только упоминания его тюнибё (обычно Риккой). Часто оказывается единственным здравомыслящим человеком в компании. Бьёт Рикку по голове, когда та начинает странно себя вести.
Живёт в квартире прямо под квартирой Рикки вместе с мамой и младшими сестрами Кудзухой и Юмэхой. Его первым другом в новой школе становится Макото Иссики, который сидит за ним в классе. Сначала пытается избегать Рикку из-за её памяти о тюнибё Юты, но позже влюбляется в неё и начинает встречаться.
Сэйю: Дзюн Фукуяма
Рикка Таканаси (яп. 小鳥遊 六花 Таканаси Рикка) — одноклассница Юты.
В аниме: живёт со старшей сестрой Токой этажом выше него и часто спускается на его балкон по веревке (во втором сезоне живёт с Ютой и его сестрой Кудзухой).
Имеет голубые глаза и короткие темно-синие волосы, на которых слева завязан тонкий хвостик с жёлтой лентой (до старшей школы делала хвостики с обеих сторон, но без ленты). Одевается в стиле готической лолиты. Практически всегда носит длинные чёрные гольфы, кроссовки с колёсиками и зонтик на пружинах (Schwarz MkII Шестой Прототип) в качестве своего главного оружия, которое крепится к бедру ремнём.
В средней школе увидела Юту в образе Повелителя тёмного пламени, что произвело на неё такое впечатление, что она сама стала изображать тёмного мага. Носит на глазу повязку, якобы скрывающую «Истинное око повелителя зла» (яп. 邪王真眼 Дзяо:синган). Говорит, что все, кто его увидит, автоматически заключают с ней контракт. Левая рука забинтована (по словам Рикки, там находится печать, скрывающая силы тьмы). Встречается с Ютой. Её основные атаки — Гунгнир, Чёрный Щит, Злой Огонь, Пламя Темной Материи, Суд Люцифера, Сфера Лапласа.
Раньше жила с родителями и сестрой, но после смерти отца некоторое время жила с бабушкой и дедушкой. Она часто ссорилась со строгим дедушкой, который запрещал все её игры, и поэтому переехала в квартиру сестры. Не может принять смерть отца, и ищет «Невидимый горизонт», где якобы сможет с ним встретиться. Как выясняется, её тюнибё — лишь способ защититься от реальности его смерти.
В свой первый день в старшей школе встречает Юту и понимает, что он тот самый «Повелитель темного пламени». В тот же день она теряет кошелёк, и классный руководитель просит Юту провести её домой.
Мало общается с одноклассниками, в её телефоне всего пять контактов: Тока, Юта, Синка, Кумин и Санаэ. Несмотря на то, что не ладит с Токой, сестра заботится о ней: каждый день готовит ей школьный обед и не разрешает есть еду из супермаркета. Рикка не любит помидоры, объясняя это тем, что их семечки выглядят, как яйца монстров.
В книгах: живёт отдельно от семьи, которой надоело терпеть её тюнибё, но получает от них достаточно денег на карманные расходы, чтобы покупать себе готические вещицы. В отличие от аниме-версии, довольно неплохо готовит и управляется с работой по дому.
Сэйю: Маая Утида
Синка Нибутани (яп. 丹生谷 森夏 Нибутани Синка) — красивая девушка из класса Юты, староста класса от девочек.
Имеет карие глаза и длинные рыжие волосы (в одной из серий второго сезона аниме красит их в чёрный, чтобы произвести впечатление более серьёзной и взрослой девушки), на которых всегда завязывает тонкий хвостик слева, а на чёлке носит розовую заколку. Самая высокая из персонажей-девушек, чем гордится. Из-за своих талантов и красоты очень популярна в школе.
Была представителем первокурсников при поступлении в старшую школу (эта должность дается тому, кто набрал больше всех баллов на вступительных экзаменах, в обязанности входит чтение речи на церемонии поступления), отличница, очень умная и ответственная. Заняла первое место в рейтинге красоты Макото.
Очень добрая, вежливая и дружелюбная на людях, в клубе она показывает свою раздражительную и взрывную сущность: спорит и дерётся с Санаэ, возмущается, когда вспоминают о её прошлом. Помогает Юте и Рикке стать ближе друг к другу. В книгах ненавидит тюнибё и обещает вылечить Рикку.
В аниме: в прошлом вела блог от имени Mori Summer, где описывала себя как волшебницу, способную видеть фей. Как и Юта, позднее устыдилась своих действий и сменила школу. Вскоре обнаружила, что копия её блога сохранилась у оказавшейся её фанаткой Дэкомори. Дабы заполучить данную копию, она присоединилась к клубу Рикки, но не смогла убедить Дэкомори, что она действительно Mori Summer. В книгах: заразилась тюнибё от Ситимии в средней школе, к старшей школе излечилась и решила помогать излечиваться остальным «зараженным».
Сэйю: Тинацу Акасаки
Макото Иссики (яп. 一色 誠 Иссики Макото) — одноклассник Юты и его лучший школьный друг; сидит за партой перед ним и часто ему помогает.
Имеет голубые глаза и короткие чёрные волосы, а также довольно темную кожу. Настолько любит девушек, что даже составил рейтинг своих одноклассниц по красоте, опросив всех парней в классе, а когда это всплыло на поверхность и вызвало скандал, взял всю вину на себя и в качестве наказания постригся налысо. Влюбляется в Кумин. В аниме вступает в школьный клуб лёгкой музыки, в книгах — в школьный дисциплинарный комитет. В книгах носит с собой короткую бамбуковую палку в память о средней школе (признаётся Юте, что тоже болел тюнибё, «и вообще, им болеют все»).
Сэйю: Соитиро Хоси
Кудзуха Тогаси (яп. 富樫 樟葉 Тогаси Кудзуха) — младшая сестра Юты, первоклассница (во втором сезоне аниме — второклассница) средней школы (13 лет).
Имеет зеленые глаза и короткие чёрные волосы. Очень хорошо знает своего брата и помнит все его старые странности. Ответственная и часто помогает по дому, во втором сезоне аниме берет на себя почти все домашние обязанности.
Сэйю: Каори Фукухара
Юмэха Тогаси (яп. 富樫 夢葉 Тогаси Юмэха) — младшая сестра Юты, пять лет.
Имеет зеленые глаза и коричневые волосы, завязанные в хвостик резинкой с двумя красными шариками. Весёлая и игривая, уважает Рикку и считает её очень умной. Очень любит меч, который Юта носил во время своего тюнибё. Тока иногда играет с ней в «семью», рассказывая о сложностях взрослой жизни. Во втором сезоне аниме мать Юты увозит её с собой в Южную Америку к отцу своих детей.
Сэйю: Мами Ситара
Кумин Цуюри (яп. 五月七日 くみん Цуюри Кумин) — второклассница старшей школы (во втором сезоне аниме третьеклассница), в которой учится Юта. Несмотря на то, что самая старшая в клубе, «сэмпаем» себя не чувствует.
Девушка с короткими русыми волосами и красными глазами. Имеет очень светлую кожу и небольшую родинку на правой груди.
Любит поспать, вследствие чего даже имеет несколько подушек под разные ситуации. На первом году обучения пыталась создать клуб сна, но в него никто не захотел вступать. Позже присоединяется к клубу Рикки и включает сон в их деятельность. Также обладает умением, увеличивающим скорость поиска потерянных вещей в 7 раз. Объект влюбленности Макото в аниме.
Присоединилась к клубу, когда Рикка и Юта нашли кошку и увидели флаер, рассказывающий о потерявшейся кошке второклассницы их школы. Позже кошку Кумин нашли и вернули, а найденную Рикка оставила себе и назвала Химерой. Из-за работы отца Кумин часто переезжала и до старшей школы училась на дому; родители чересчур её опекали. Из-за этого выросла очень честной, вежливой и доброй, а также немного старомодной. Кумин нравится синдром тюнибьё, поэтому она любит играть с Риккой и Санаэ и неплохо понимает их.
Появилась в книгах уже после выхода аниме. Неизвестно, придумала ли её Торако и поделилась наработками с аниматорами или наоборот.
Сэйю: Адзуми Асакура
Санаэ Дэкомори (яп. 凸守 早苗 Дэкомори Санаэ) — «слуга» Рикки, также носитель синдрома тюнибё. Ученица той же школы, что и остальные персонажи, но на среднем звене (во втором сезоне поступает в старшую школу).
Имеет голубые глаза и светлые волосы длиной ниже колена, завязанные в два хвостика с оранжевыми мешочками на концах, которые она называет «Молот Мьёлльнир».
Год назад размещала в интернете рассказы о параллельных мирах, на которые ответили некие Дзяосинган и Mori Summer. Дзяосинган оказалась её хозяйкой из прошлой жизни, и Санаэ решила опять стать её слугой. После этого она искала Mori Summer, но когда ею оказалась Синка, Санаэ отказалась ей верить. После этого они часто дерутся, а Санаэ называет Синку «лже-Мори Саммер».
Подруга Рикки с тех пор, как два года назад они познакомились в интернете. Лучшая ученица, является представителем первоклассников на церемонии поступления в старшую школу. Популярна на своей параллели, в том числе и из-за невероятных успехов в математике. Комплексует из-за своего маленького роста, который становится поводом для насмешек высокой Синки, также ненавидит молочные продукты и молоко, которое Синка в качестве наказаний заставляет её пить, да и сама Дэкомори старается пить его каждый день, надеясь хоть немного подрасти. Очень быстро выздоравливает от любой болезни. Имеет богатых родителей, живёт в большом особняке, в конце первого сезона появляется с дворецким на дорогом седане. Произносит вежливую частицу desu как death (англ. смерть), во втором сезоне видно, что она записывает её катаканой.
Сэйю: Сумирэ Уэсака
Тока Таканаси (яп. 小鳥遊　十花 Таканаси То:ка) — старшая сестра Рикки. Живёт вместе с ней.
Имеет длинные чёрные волосы и красные глаза, обычно носит чёрный ремешок на шее, чёрную футболку, джинсы или бежевые брюки и красные туфли. Часто носит с собой половник, которым наказывает сестру и всех, кто ведёт себя неподобающе. Очень гибкая, так как в старшей школе занималась гимнастикой.
Всегда серьёзная и злится на дурашливость Рикки, редко говорит с ней, чтобы сохранить свой серьёзный образ. Очень ценит, когда её еду хвалят, и злится, когда кому-то она не нравится. Работает поваром, поэтому часто приходит домой поздно. К концу первого сезона уезжает работать в Италию. Персонаж присутствует только в аниме.
Сэйю: Эри Сэндай
Нанасэ Цукумо (яп. 九十九 七瀬 Цукумо Нанасэ) — классный руководитель Юты, Рикки, Нибутани и Иссики, также куратор клуба. Молодая женщина с короткими коричневыми волосами и голубыми глазами, обычно одета в зелёный костюм. Хотя мало появляется в аниме и ведёт себя пассивно, она заботится о своих учениках и не забывает следить за ними.
Сэйю: Кикуко Иноуэ
Сатонэ Ситимия (яп. 七宮 智音 Ситимия Сатонэ) — одноклассница Юты по средней школе. Во втором сезоне заселяется в бывшую квартиру Рикки и Токи.
Имеет бирюзовые глаза и длинные розовые волосы, завязанные в два хвостика. Всегда носит длинные чёрные гольфы и сапоги, заколки на хвостиках и сумку на поясе в виде чёрных кошек, а также длинный тёмно-синий шарф. Вне школы носит красную юбку на подтяжках, голубую рубашку и розовый галстук.
«Заразила» Юту тюнибё, но во втором классе средней школы неожиданно перевелась и исчезла, не попрощавшись с ним. Через несколько лет, узнав, что в старшей школе, в которой учится Юта, обитает некое светлое существо (оказавшееся Риккой), прокрадывается в неё, и они с Ютой встречаются вновь. Называет себя «София Кольцо SP Сатурн Седьмая». Обращается к Юте «герой» (в японском языке это слово и его имя созвучны), и часто слишком близко к нему находится, что смущает Рикку. Позже выясняется, что она влюблена в него ещё со средней школы. Всё ещё ведёт себя как ребёнок и считает Юту своим единственным другом. Во второй книге похищает Рикку, но Юта предпочитает Софии её, что Рикка, запертая в соседнем помещении, прекрасно слышит. Сатонэ в итоге смиренно освобождает соперницу по любви и переводится в школу героев.
Сэйю: Дзюри Нагацума
Кадзари Каннаги (яп. 巫部 風鈴 Каннаги Кадзари) — одноклассница Юты в старшей школе.
Девушка с голубыми глазами и длинными лиловыми волосами. Сначала кажется обычной девочкой, но впоследствии в шутку рассказывает о своих странностях, сказав Юте, что она якобы влюблена в Рикку. Заняла второе место в голосовании парней. По мере развития сюжета сближается с Риккой. По словам Синки, является экспертом по романтическим отношениям, даёт советы Юте. В книгах они с Синкой не очень хорошо ладят из-за того, что обе болели тюнибё.
Сэйю: Манами Сиракава
Ченто  (яп. チェント Тенто) — дочка босса Токи в Италии. Кареглазая девочка с каштановыми кудрявыми волосами, 6-7 лет. По приезде Тока в шутку представляет её как свою дочь, рождённую в подростковом возрасте, но позже рассказывает, как Ченто, увлеченная историями о самураях, уговорила взять её с собой. Довольно хорошо говорит на японском. Носит самурайский меч и шляпу, часто играет с Риккой. Персонаж присутствует только в аниме.
Сэйю: Юри Ямаока
Хидэри Аманидзи (яп. 天虹 旱 Аманидзи Хидэри) — девушка с параллели Кумин со светлой кожей, фиолетовыми глазами и длинными прямыми волосами. Известна в школе как Радужная Дева за покрашенные во все цвета радуги волосы. Участвует с героями в спектакле на школьном фестивале. Персонаж присутствует только в ранобэ.

## Список серий

### Основной сериал
| 1 | Неожиданная встреча... с истинным оком повелителя зла «Кайко: но... Дзяо:синган» (邂逅の…邪王真眼)                        | 4 октября 2012 года           |
| Перед началом первого года учёбы в старшей школе Юта складывает вещи, которые связаны с его тюнибё, в коробки и складывает их на балкон. Там он встречается с Риккой, спускающейся по верёвке из своего окна третьего этажа на землю. В школе Юта знакомится с Макото, но практически сразу же вновь появляется Рикка, с которой ему, как оказалось, придётся учиться в одном классе. Рикка начинает кричать, что у неё болит глаз. Юта отводит её в медпункт, где Рикка показывает ему свой «дзяосинган» (на деле оказавшийся цветной линзой) и заявляет, что отныне они связаны контрактом. После уроков Нанасэ просит Юту отвести Рикку домой, так как та потеряла кошелёк, а Юта живёт совсем рядом с ней. Юта помогает Рикке занести к ней домой её вещи и приводит к себе домой на ужин. Рикка убеждает Юту не выбрасывать вещи, связанные с его тюнибё. | |                               |
| 2 | Жрица... Мелодии «Сэнрицу но... Пурисутэсу» (旋律の…聖調理人（プリーステス))                                              | 11 октября 2012 года          |
| Рикка находит кошку, которую называет Химерой, и приносит её к себе домой. Однако у Токи аллергия на кошек, поэтому Рикка просит Юту держать кошку у себя. Нибутани сообщает, что одна из старшеклассниц, Кумин Цуюри, потеряла свою кошку, которая выглядит точь-в-точь как Химера. Рикка приводит Юту и Кумин к себе домой, чтобы показать последней кошку. Кошка оказывается не её, но тут в дом приходит Тока и требует от Юты взять кошку к себе, иначе она загрузит в Интернет аудио и видеозаписи Юты периода тюнибё. После того как Рикка проигрывает «сражение» с Токой, Юта вынужден согласиться. | |                               |
| 3 | Два хвоста... ереси «Итан нару... цуинтэ:ру» (異端なる…双尾娘（ツインテール）)                                            | 18 октября 2012 года          |
| Рикка собирается создать школьный кружок как базу, необходимую ей для поиска «Невидимого Горизонта» (不可視境界線 Фукаси Кё:кайсэн). Для создания кружка необходимо пять человек, поэтому сначала Рикка объединяется с Кумин, набирающей людей в кружок сонь, а потом звонит Санаэ. Нанасэ разрешает им основать кружок, если они уберут помещение, в котором будут располагаться. Неожиданно в кружок вступает Нибутани. | |                               |
| 4 | Мабиногион... сожалений «Цу:кон но... Мабиногион» (痛恨の…闇聖典（マビノギオン）)                                         | 25 октября 2012 года          |
| Санаэ замечает, что в комнате кружка нет её «волшебной книги», «Мабиногиона», который она распечатала из скриншотов блога некой колдуньи Мори Саммер (もりサマ). Юта говорит ей, что нечаянно забрал книгу домой. Синка просит Юту встретиться с ней в воскресенье и отвести её к нему домой. Там она начинает искать «Мабиногион». Юта выясняет, что Синка и есть Мори Саммер, после чего они сжигают Мабиногион, чтобы уничтожить вещь, связанную с тюнибё Нибутани. Однако у Дэкомори оказывается ещё несколько копий «Мабиногиона», а сама она не верит, что Синка — это Мори Саммер, и отказывается вернуть ей остальные копии. Нибутани не удаётся переубедить её, и она остаётся в кружке, чтобы уничтожить остальные копии «Мабиногиона». | |                               |
| 5 | Кандалы... учёбы «Сокубаку но... ха:до сутади» (束縛の…十字架（ハード・スタディ）)                                        | 1 ноября 2012 года            |
| Рикка получает ужасную оценку за контрольную по математике, и Нанасэ ставит условие: или на следующей контрольной Рикка получает проходной балл, или её кружок распустят. Та пытается задобрить учительницу, выполняя её поручение, но заканчивается всё тем, что после его невыполнения условие меняется на то, что Рикка должна получить не просто проходной балл, а оценку выше средней по классу. Юта начинает заниматься с ней математикой. В итоге Рикке удаётся получить оценку на два балла выше необходимой. | |                               |
| 6 | Искупление... невиновности «Сёкузай но... иносэнто» (贖罪の…救世主(イノセント))                                           | 8 ноября 2012 года            |
| Макото получает любовное письмо и просит Юту помочь ему узнать, кто его прислал. Придя в комнату кружка, он узнаёт об истинной личности Нибутани. Та соглашается ему помочь, но это ни к чему не приводит. Макото теряет свой блокнот, в который записал рейтинг девушек их класса по красоте, составленный на основании опроса всех парней в классе. Блокнот находит одна из их одноклассниц, и Макото берёт всю вину на себя, заявляя, что он составлял рейтинг сам, и в доказательство этого он побреется налысо. Юте приходится самолично брить голову друга. Кумин выказывает к бритой голове Макото сильный интерес. Тока просит Юту на летних каникулах поехать вместе с ней и Риккой за город. | |                               |
| 7 | Воспоминания о... потерянном рае «Цуиоку но... Парадаидзу Росуто» (追憶の…楽園喪失(パラダイス・ロスト))                   | 15 ноября 2012 года           |
| Все шестеро членов кружка (Юта, Рикка, Кумин, Санаэ, Синка и Макото) и Тока едут к бабушке и дедушке Рикки. Та всем своим видом показывает, что ей это не нравится. Она говорит Юте, что это не её «база». Тока сообщает Юте, что отец Рикки умер из-за болезни два года назад, и так как Рикке говорили, что он поправится, это событие стало для девочки настоящим шоком, после чего она и стала вести себя как носитель тюнибё. Мать Рикки не выдержала этого и уехала, оставив Рикку бабушке с дедушкой. Тока просит Юту убедить Рикку вернуться к нормальной жизни, однако тот занимает сторону Рикки и по её просьбе отвозит её к «Невидимому Горизонту» — её старому дому. Они обнаруживают, что дом снесён, а участок продаётся. Появляется Тока и говорит Рикке, что пора возвращаться к реальности. Та неожиданно нападает на Току. | |                               |
| 8 | Изгнание... двоих «Футари дакэ но... эгудзайру» (二人だけの…逃避行(エグザイル))                                           | 22 ноября 2012 года           |
| Рикка проигрывает «битву». Юта понимает, что она отлично осознаёт то, что вокруг неё происходит, но продолжает цепляться за вымысел. Рикка убегает и садится на поезд до города. Юта догоняет её. Макото пытается понравиться Кумин и постоянно названивает Юте с просьбами дать ему совет. В городе выясняется, что Рикка забыла ключ от дома, а дома у Юты никого нет. Им приходится ночевать в одной квартире. Рикка понимает, что испытывает к Юте какое-то непонятное ей чувство. | |                               |
| 9 | Беспокойство... в беспокойном сердце «Контон но... каосу ха:то» (混沌の…初恋煩(カオス・ハート))                           | 29 ноября 2012 года           |
| Рикка начинает избегать Юты. Синка понимает, что она влюбилась в него, и рассказывает ей об этом, после чего начинает помогать ей признаться тому в этом. Все попытки разбиваются о то, что Рикка смешивает реальность и вымысел. В итоге Синка решает воспользоваться «эффектом подвесного моста» и посылает их двоих на крышу, чтобы закрепить растяжку готовящегося в школе фестиваля культуры. Рикка срывается с крыши. Юте удаётся спасти её. | |                               |
| 10 | Ящик Пандоры... от Девы Марии «Сэйбо но... Пандорадзу Боккусу» (聖母の…弁当箱（パンドラズ・ボックス）)                    | 6 декабря 2012 года           |
| Рикка с Ютой признаются друг другу в любви. Тока говорит Юте, что один итальянский ресторан берёт её на стажировку, и с Риккой теперь будет жить их мать. Она просит Юту заставить Рикку вести себя нормально. Тот отказывается, но, встретившись с матерью Рикки, передумывает. Он просит Рикку снять повязку. Та убегает. Она появляется на фестивальном костре и поёт любимую песню своего отца, после чего снимает с глаза повязку, показывая, что Дзяосингана под ней нет. | |                               |
| 11 | Однокрылый падший ангел «Катаёку но фо:рин эндзэру» (片翼の堕天使（フォーリン·エンジェル）)                               | 13 декабря 2012 года          |
| Тока уезжает. Рикка изо всех сил пытается вести себя как нормальный человек: убирает из своей комнаты все вещи, связанные с тюнибё, перестаёт носить бинты на руке и повязку на глазу. Санаэ пытается вернуть прежнюю Рикку, но та заявляет, что распускает кружок. Рикка говорит Юте, что её мать просит её сходить на могилу её отца. Тот соглашается с тем, что она должна на несколько дней поехать в деревню. Когда они приходят на вокзал, там появляется Санаэ и в последний раз пытается вернуть Рикке тюнибё. Ей это не удаётся, и та уезжает. Санаэ рассказывает Юте, что Рикка до последнего надеялась, что Юта остановит её и предложит вернуться к прежней жизни. Тот выходит из себя и начинает кричать на Санаэ, убеждая её в том, что сверхъестественного не существует. | |                               |
| 12 | Вечный контракт «Эта: нару Энгэ: дзи» (終天の契約（エターナル·エンゲージ）)                                               | 20 декабря 2012 года          |
| Кудзуха говорит Юте, что грузчики увезли все вещи из квартиры Рикки, а сама она отправляет ему сообщение, в котором рассказывает, что решила остаться в деревне. Кумин начинает вести себя, как Рикка, заявляя, что пока существует Повелитель тёмного пламени, должен существовать и Дзяосинган. Юте приходит письмо, посланное им самому себе два года назад, в котором он написал себе: «Не сдавайся, Повелитель тёмного пламени! Твои силы существуют!». Он решает поехать за Риккой и берёт у Макото велосипед. Тот рассказывает об этом остальным, и сначала на пути Юты появляется Кумин, которая рассказывает Юте, что Рикка подцепила тюнибё, наблюдая за Ютой два года назад, когда после смерти отца она некоторое время жила у Токи, а потом в деревне появляются и остальные члены кружка. Юта с Риккой убегают от её дедушки, после чего Юта показывает Рикке «Невидимый Горизонт». Рикка прощается с отцом. Она возвращается жить в город и ведёт себя так же, как и прежде. | |                               |
| OVA | Сверкающий... дурацкий Сочельник «Кирамэки но... Сураппусутикку Ноэру» (煌めきの… 聖爆誕祭（スラップスティック・ノエル）) | 19 июня 2013 года (на дисках) |
| Пытаясь сблизиться с Кумин, Иссики предлагает кружку отметить Рождество вместе. Синка поддерживает это предложение, чтобы помочь Рикке с Ютой. В Сочельник вся компания собирается в шикарном доме Санаэ, где Дэкомори с Риккой нечаянно напиваются (вернее, наедаются тортом с ликёром), после чего последняя выказывает Юте своё недовольство тем, что их отношения затормозились, и нападает на него, однако вскоре валится с ног. Юта забирает её домой, Санаэ же, негодуя из-за того что Рикка и Синка отдаляются от неё, просит отвести её к ушедшим. Юта предлагает Рикке сходить на круизный лайнер, где их и настигают остальные члены кружка. В итоге Санаэ с Синкой случайно целуются, а отношения остальных остаются на прежнем уровне. | |                               |

### Lite!
| 1 | Волейбол «Барэ:бо:ру» (バレーボール)                                                               | 27 сентября 2012 года |
| Рикка просит Юту помочь ей научиться лучше играть в волейбол не снимая повязки.                                                                         | |                       |
| 2 | Дзяосинган: начало «Дзяо:синган рэймэйхэн» (邪王真眼・黎明篇)                                      | 4 октября 2012 года   |
| Серия рассказывает о начале развития у Рикки тюнибё. | |                       |
| 3 | Мой брат «Ватаси но онии-тян» (わたしのお兄ちゃん)                                                 | 11 октября 2012 года  |
| Серия показана с позиции Кудзухи. Она рассказывает о том, каким был Юта в средней школе. Часть событий серии показывается в 12 серии основного сериала. | |                       |
| 4 | Мы приготовим тушёное мясо! «Нику-дзяга цукуру ё!» (肉じゃが作るよ！)                              | 18 октября 2012 года  |
| Юмэха просит Рикку научить её готовить. Они отправляются в ближайший супермаркет, чтобы купить продукты.                                                | |                       |
| 5 | Девушка, которая любила поспать после уроков «Нэмурэру Хо:каго но Бисё:дзё» (眠れる放課後の美少女) | 25 октября 2012 года  |
| Рассказ о членах кружка Рикки с точки зрения Кумин. | |                       |
| 6 | Дэкомори против Нибутани «Дэкомори тай Нибутани» (凸守 VS 丹生谷)                                  | 1 ноября 2012 года    |
| Дэкомори и Нибутани сражаются друг с другом с помощью наполненных водой резиновых шариков.                                                              | |                       |

### Depth of Field
| 1 | Глубина резкости поля: Фаза I «Depth of Field: Phase I»                  | 19 декабря 2012 года |
| С последней войны прошли десятки лет. Человечество воюет за оставшиеся ресурсы. Одной из сильнейших группировок в этом мире является «Срединный мир». Рикка и Санаэ сражаются друг с другом на гигантских боевых роботах. |                                                                          |                      |
| 2 | Глубина резкости поля: Фаза II «Depth of Field: Phase II»                | 16 января 2013 года  |
| События серии происходят за 6 часов и 24 минуты до событий первой фазы. Дэкомори находит Рикку и призывает своего боевого робота. |                                                                          |                      |
| 3 | Глубина резкости поля: Фаза III «Depth of Field: Phase III»              | 20 февраля 2013 года |
| Когда Дэкомори загоняет Рикку в угол, та призывает своего боевого робота. |                                                                          |                      |
| 4 | Глубина резкости поля: Фаза IV «Depth of Field: Phase IV»                | 20 марта 2013 года   |
| Рикка вспоминает, что дезертировала из армии после того, как ей приказали сбросить бомбы на жилой квартал, а когда она отказалась, удар нанесли без неё. |                                                                          |                      |
| 5 | Глубина резкости поля: Фаза V «Depth of Field: Phase V»                  | 17 апреля 2013 года  |
| В ходе ожесточённой битвы Дэкомори напоминает Рикке о том, насколько они были близки, а затем, сбив робота последней с ног и нанеся ему значительные повреждения, предлагает ей умереть вместе. |                                                                          |                      |
| 6 | Глубина резкости поля: Последняя фаза «Depth of Field: Last Phase»       | 15 мая 2013 года     |
| Рикке удаётся вырваться из объятий робота Дэкомори, но после недолгого сражения она даёт ей уничтожить себя, чтобы та смогла увидеть лучшее будущее. После взрыва зрителю показывают Рикку и Дэкомори, одетых в картонные коробки с прорезями и играющих в роботов в клубной комнате. Всё происходившее есть не более чем их выдумка. |                                                                          |                      |
| 7 | Глубина резкости поля: Дополнительная фаза «Depth of Field: Extra Phase» | 19 июня 2013 года    |
| Рикка и Санаэ обсуждают возможные варианты развития событий их игры. |                                                                          |                      |